# Kirk Cousins
Pour les articles homonymes, voir Cousins (homonymie).
(en) Statistiques sur pro-football-reference
Kirk Daniel Cousins, né le 19 août 1988 à Barrington dans l'État du Illinois, est un sportif professionnel américain de football américain jouant au poste de quarterback dans la National Football League (NFL) depuis la saison 2012 et actuellement chez les Falcons d'Atlanta.
Sélectionné par la franchise des Redskins de Washington lors 4e tour de la draft 2012 de la NFL, il commence sa carrière en tant que réserviste de Robert Griffin III qu'il remplace à la suite d'une blessure en 2015. Devenu titulaire, il passe trois saisons à Washington, devient agent libre en 2018 et signe un contrat lucratif avec les Vikings du Minnesota. Il y reste six saisons en y décrochant trois sélections au Pro Bowl avant de rejoindre en 2024 les Falcons.
Au niveau universitaire, il a joué pour les Spartans de l'université d'État du Michigan dans la NCAA Division I FBS pendant cinq saisons (2007-2011).

## Biographie

### Jeunesse
Né à Barrington dans l'Illinois, il est le deuxième des trois enfants de Maryann et Don Cousins. Son père est pasteur dans une église baptiste,.

### Carrière universitaire
Pour sa carrière universitaire, Cousins hésite entre les Rockets de Toledo et les Broncos de Western Michigan. Néanmoins, Mark Dantonio, devenu entraîneur principal des Spartans de l'université d'État du Michigan, lui propose de jouer pour son équipe en lui offrant une bourse d'études, ce que Cousins accepte.
Il rejoint les Spartans en 2007, mais ne dispute pas la saison après avoir reçu le statut de redshirt.
En 2008, il obtient un poste de réserviste de Brian Hoyer jouant dans cinq matchs, gagnant 210 yards et inscrivant deux touchdowns à la passe malgré une interception,.
En 2009, il est préféré à Keith Nicol pour devenir le quarterback titulaire des Spartans après le départ de Hoyer et termine la saison avec 6 victoires pour 7 défaites, totalisant 19 touchdowns, neuf interceptions et 2 680 yards à la passe en douze matchs.
La saison suivante, il permet à Michigan State de terminer avec un bilan positif de 11 victoires pour 2 défaites (7–1) qu'ils terminent premier à égalité avec Wisconsin et Ohio State,,.
En 2011, les Spartans terminent avec un bilan de 11 victoires pour 3 défaites et sont champions de la Legends Division de la Big Ten Conference. Ils perdent ensuite la finale de conférence de leur histoire sur le score de 39 à 42 contre les Badgers du Wisconsin,. Il est le meilleur quarterback de sa conférence au nombre de passes réussies, au nombre de passes tentées et au nombre de yards gagnés à la passe en 2011. Cousins est sélectionné dans la deuxième équipe de la Big Ten Conference par les entraîneurs. Il dispute son dernier match en tant que Spartans le 2 janvier 2012 en battant les Bulldogs de la Géorgie à l'occasion de l' Outback Bowl 2012. Avec lui, les Spartans affichent un bilan de 4 victoires sans défaites contre les rivaux des Wolverines du Michigan. Cousins se voit décerner le Trophée Lowes's Senior CLASS 2011 (en)
À université d'État du Michigan, Cousins s'est spécialisé en kinésiologie
.

### Carrière professionnelle

#### NFL Scouting Combine
| Taille                 | Poids           | Bras              | Main             | Sprint   | Sprint   | Sprint   | Shuttle 20 yards | 3 cones drill | Détente         | Détente            | Développé couché | Test Wonderlic |
| Taille                 | Poids           | Bras              | Main             | 40 yards | 10 yards | 20 yards | Shuttle 20 yards | 3 cones drill | verticale       | horizontale        | Développé couché | Test Wonderlic |
| 1,90 m (6 ft 2 5/8 in) | 97 kg (214 lbs) | 81 cm (31 3/4 in) | 25 cm (9 7/8 in) | 4,93 s   | 1,71 s   | 2,87 s   | 4,50 s           | 7,05 s        | 72 cm (28,5 in) | 2,77 m (9 ft 1 in) | -                | 33             |

#### Draft
ICousins est sélectionné par la franchise des Redskins de Washington en 102e rang lors du quatrième tour de la draft 2012 de la NFL. Il est le deuxième quarterback choisi par l'équipe durant cette draft après Robert Griffin III, deuxième choix global de la draft et dernier vainqueur du trophée Heisman. La sélection de Cousins par les Redskins surprend plusieurs analystes à cause du fait qu'ils avaient déjà choisi un quarterback plus tôt u cours de la même draft. Cousins est donc perçu comme une « police d'assurance » en cas de blessure de Griffin III.

#### Redskins de Washington
Le 31 mai,Cousins signe son contrat rookie de quatre ans avec les Redskins.

##### 2012
Cousins commence la saison 2012 en tant que réserviste de Robert Griffin III. Il joue son premier match le 7 octobre contre les Falcons d'Atlanta à la suite d'une commotion cérébrale subie par Griffin III. Il réussit 5 passes sur 9 tentées, inscrit un touchdown à la passe malgré deux interceptions lors des deux dernières minutes de jeu et perd le match 14 à 24. Il remplace à nouveau Griffin III de nouveau blessé le 9 décembre et est titularisé pour la première fois de sa carrière professionnelle le 16 décembre face aux Browns de Cleveland, Griffin III étant toujours blessé. Les Redskins gagnent le match 38 à 21, Cousins réussissant 26 de ses 37 passes pour un gain de 329 yards et inscrivant deux touchdowns à la passe malgré une interception.

##### 2013
La saison suivante, alors que les Redskins affichent un bilan provisoire de 3 victoires pour 10 défaites, Cousins est désigné titulaire pour les trois derniers de match de la saison, l'équipe préservant Griffin III en vue de la prochaine saison. Il termine la saison avec 52,3 % de passes réussies (81 sur 155) pour 854 yards, 4 touchdowns à la passe et 7 interceptions en 5 rencontres.

##### 2014
En 2014, Cousins est de nouveau réserviste de Griffin III. Ce dernier se blesse à la cheville lors du deuxième match de la saison contre les Jaguars de Jacksonville et Cousins le remplace. Griffin III manque plusieurs semaines à la suite de sa blessure. Titulaire pendant les cinq matchs suivants Cousins est remplacé à son tour par Colt McCoy le 19 octobre, il est remplacé par à la suite d'une mauvaise prestation en première mi-temps contre les Titans du Tennessee. En 6 matchs sur la saison, Cousins aura réussit 61,8 % de ses passes (126 sur 204 tentées) pour 1 710 yards, 10 touchdowns à la passe et 9 interceptions.

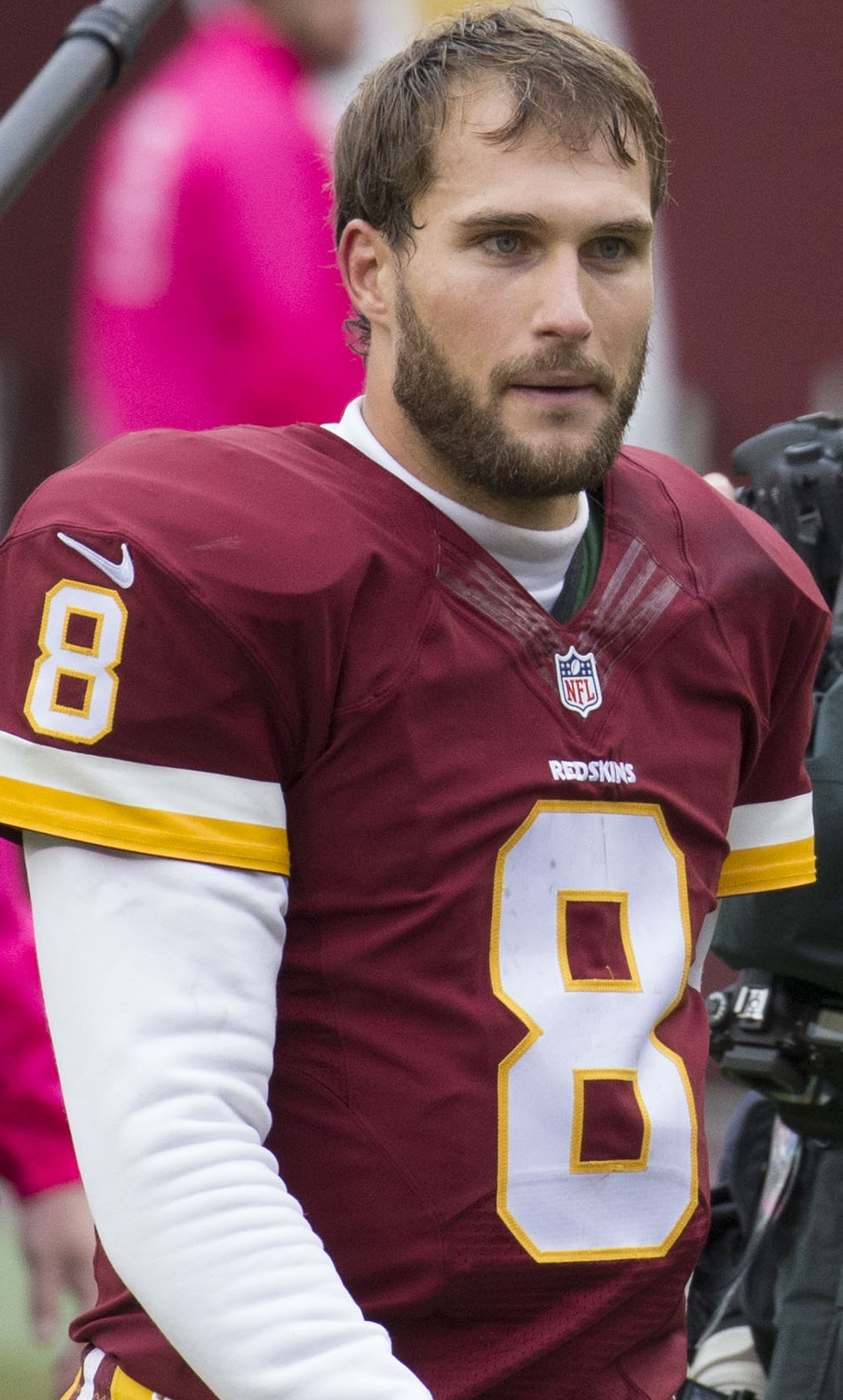
Kirk Cousins en 2015

##### 2015
À la suite d'une commotion subie par Griffin III en avant saison, Cousins est désigné titulaire lors du début de la saison 2015. Le 25 octobre, il aide les Redskins à surmonter un déficit de 24 points face aux Buccaneers de Tampa Bay. Mené 24 à 0, il réussit 33 de ses 40 passes et inscrit un total de quatre touchdowns, trois à la passe et un à la course. Dans les dernières secondes du match, il inscrit un touchdown à la suite d'une passe de 6 yards vers Jordan Reed, ce qui permet à son équipe de remporter le match 31 à 30 et de réussir la plus grande remontée au score de son histoire. Se dirigeant vers les vestiaires après le match, il crie « You like that?! » aux journalistes, phrase fétiche utilisée par la suite par Cousins, ses coéquipiers et les fans des Redskins tout au long de la saison. À la suite de ces performances face aux Buccaneers, il est désigné meilleur joueur offensif de la semaine dans la conférence NFC.
Le 15 novembre contre les Saints de La Nouvelle-Orléans, il inscrit 4 touchdowns, réussissant 20 de ses 25 passes tentées pour 324 yards obtenant une évaluation parfaite de 158,3, tout en remportant une victoire écrasante sur le score de 47 à 14. Pour la deuxième fois de la saison, il est désigné meilleur joueur offensif de la semaine dans sa conférence.
Alors que les Redskins ont un bilan positif de 5 victoires et 7défaites, son équipe remporte quatre victoires consécutives, terminant la saison régulière avec un bilan positif de 10-6, remportant le titre de la division NFC East et se qualifiant pour la série éliminatoire. Durant cette séquence de victoires, il inscrit quatre touchdowns lors de deux matchs consécutifs (le 20 décembre face aux Bills de Buffalo et le 26 décembre contre les Eagles de Philadelphie) et trois lors du dernier match (le 3 janvier contre les Cowboys de Dallas). Durant ce match, il bat le record des Redskins du plus grand nombre de yards gagnés à la passe sur une saison en atteignant les 4 166 yards, dépassant les 4 109 yards de Jay Schroeder en 1986. Il est ainsi désigné meilleur joueur offensif du mois de décembre dans la NFC.
Sur les 16 matchs de la saison, il affiche un bilan de 69,8 % de passes réussies, 29 touchdowns inscrits à la passe, 11 interceptions et obtient unet une évaluation de 101,6. Lors du tour de wild card contre les Packers de Green Bay, il réussit 29 des 49 passes tentées pour un gain cumulé de 329 yards tout en inscrivant deux touchdowns, l'un à la passe et l'autre à la course. Il subit néanmoins six sacks, commet 3 fumbles et son équipe perd le match 18 à 35. À la suite de cette saison où il s'est révélé, il est classé par ses pairs 85e du Top100 des meilleurs joueurs NFL 2015.

##### 2016
Désireux de conserver Cousins, les Redskins lui posent un franchise tag (en) et lui accordent un contrat de 19,953 millions de dollars pour la saison 2016. Cousins lui étant opréféré pour le poste de quarterback titulaire, Robert Griffin III est libéré.
Cousins joue toute la saison mais ne parvient pas à qualifier les Redskins pour la série éliminatoire malgré des statistiques légèrement inférieures à la saison précédente : 67 % de passes réussies, 4 917 yards, 25 touchdowns, 12 interceptions et une évaluation à 97,2. Il est sélectionné pour son premier Pro Bowl, en remplacement de Matt Ryan des Falcons d'Atlanta qui ne peut participer, son équipe disputant le Super Bowl.

##### 2017
Possible agent libre, Cousins négocie avec les Redskins pour un contrat à long terme, mais ceux-ci lui posent à nouveau un franchise tag. Pour la troisième année de suite, il est titulaire lors des 16 matchs de la saison qu'il termine avec 64,3 % de passes réussies et 27 touchdowns, son équipe manquant à nouveau la série éliminatoire.

#### Vikings du Minnesota
Après la conclusion de la saison 2017, alors que les Redskins n'arrivent pas à s'entendre sur un contrat à long terme avec Cousins, ceux-ci acquièrent le vétéran quarterback Alex Smith, ce qui laisse présager que Cousins ne sera plus conservé.
Devenu agent libre, il est convoité par de nombreuses équipes dans la NFL, les Broncos de Denver, les Cardinals de l'Arizona, les Jets de New York et les Vikings du Minnesota faisant partie des équipes favorites pour le signer. Finalement, il s'engage avec les Vikings le 15 mars 2018, et signe un contrat de 3 ans pour un montant entièrement garanti de 84 millions de dollars. Il s'agit du premier contrat totalement garanti de l'histoire de la NFL et à l'époque, le plus cher jamais signé.

##### 2018
Cousins effectue un bon début de saison, gagnant le premier match 24 à 16 contre les 49ers (244 yards et 2 touchdowns) et partageant 29 à 29 lors du 2e contre les Packers (425 yards, 4 touchdowns, 1 interception. Deux semaines plus tard, lors de la défaite 31 à 38 chez les Rams à l'occasion du Thursday Night Football, Cousins gagne 422 yards et inscrit 3 touchdowns.
Malgré ces bonnes statistiques de Cousins, l'incohérence au sein de l'attaque et du staff technique finit par avoir un impact sur la saison des Vikings. Alors qu'ils affichent un bilan provisoire de 6 victoires pour 5 défaites et 1 nul avant le match de la 14e semaine contre les Seahawks, la qualification pour la série éliminatoire est toujours envisageable. Cependant, la défaite 21 à 7 lors du Monday Night Football conduit au limogeage du coordinateur offensif John DeFilippo (en).
L'équipe remporte les deux matchs suivants contre les Dolphins et les Lions de Détroit, Cousins inscrivant au total cinq touchdowns pour une interception. Une victoire suffit pour accéder à la série éliminatoire lors du dernier match contre les Bears, mais ils échouent perdant sur le score de 10 à 24, Cousins ne gagnant que 132 yards pour un seul touchdown.
Cousins termine sa première saison avec les Vikings avec un total de 4 298 yards, 30 touchdowns et 10 interceptions auxquels il faut ajouter 123 yards et un touchdown à la course. Il est classé par ses pairs 78e du Top 100 des meilleurs joueurs de la saison.

##### 2019
Cousins est désigné meilleur joueur offensif du mois d'octobre en NFC à la suite de quatre victoires consécutives, chez les Giants (20 à 10), contre les Eagles (38 à 20), chez les Lions (42 à 30) et contre les Redskins (19 à 9) ce qui donne aux Vikings un bilan positif provisoire de 6 victoires et 2 défaites.
La défaite 10 à 23 en 16e semaine contre les Packers prive les Vikings du titre de la division NFC North même s'ils obtiennent néanmoins la qualification pour la série éliminatoire. Cousins est ainsi préservé lors du dernier match de saison régulière contre les Bears . Il la termine avec un total de 3 603 yards, 26 touchdowns, 6 interceptions ainsi que 63 yards et un touchdown supplémentaires à la course. Cousins est également sélectionné pour la deuxième fois au Pro Bowl.
Lors du match de wild card chez les Saints (victoire 36 à 20), Cousins gagne 242 yards et inscrit le touchdown de la victoire en trouvant à la passe son tight end Kyle Rudolph en prolongation. Les Vikings sont éliminés en tour de division à la suite de leur défaite 10 à 27 contre les 49ers, Cousins y gagnant 172 yards et inscrivant un touchdown malgré une interception. Il est classé par ses pairs 58e du Top100 des meilleurs joueurs NFL de la saison 2019.

##### 2020
Le 18 mars 2020, Cousins signe une extension de contrat de deux ans pour un montant de 66 millions de dollars avec les Vikings.
Cousins termine la saison avec un bilan de 4 265 yards, 35 touchdowns et 13 interceptions à la passe ainsi que 156 yards et un touchdown supplémentaires à la course.

##### 2021
Cousins commence la saison 2021 avec 351 yards de passe et deux touchdowns lors de la défaite en prolongation 27 à 24 chez les Bengals. Au cours de la 11e semaine contre les Packers, Cousins réussit 24/35 passes pourc  un gain de 41 yards et trois touchdowns à la passe pour une victoire 34 à 31. Deux semaines plus tard lors de la défaite 27 à 29 contre les Lions, Cousins réussit 30/40 passes pour 340 yards et deux touchdowns.
Cousins suscite la controverse par sa décision de ne pas recevoir le vaccin contre la Covid-19, bien qu'il ait accepté de suivre les protocoles de la NFL. En réponse à ses commentaires, qui découlaient d'une décision personnelle, l'hôpital Holland, dont Cousins avait été le porte-parole, a annoncé qu'il mettait fin au rôle de Cousins pour une durée indéterminée. Avant le match de la 17e semaine, Cousins est placé sur la liste de réservistes touchés par la Covid-19 et ne joue pas contre Packers. Le match se termine par une défaite 10 à 37 ce qui élimine les Vikings de la course à la série éliminatoire.
Cousins termine la saison avec 4 221 yards à la passe, 33 touchdowns et sept interceptions, ainsi que 115 yards et un touchdown supplémentaires à la course. Il est sélectionné pour participer à son troisième Pro Bowl et est classé 99e par ses pairs au Top100 des meilleurs joueurs NFL de la saison.

##### 2022

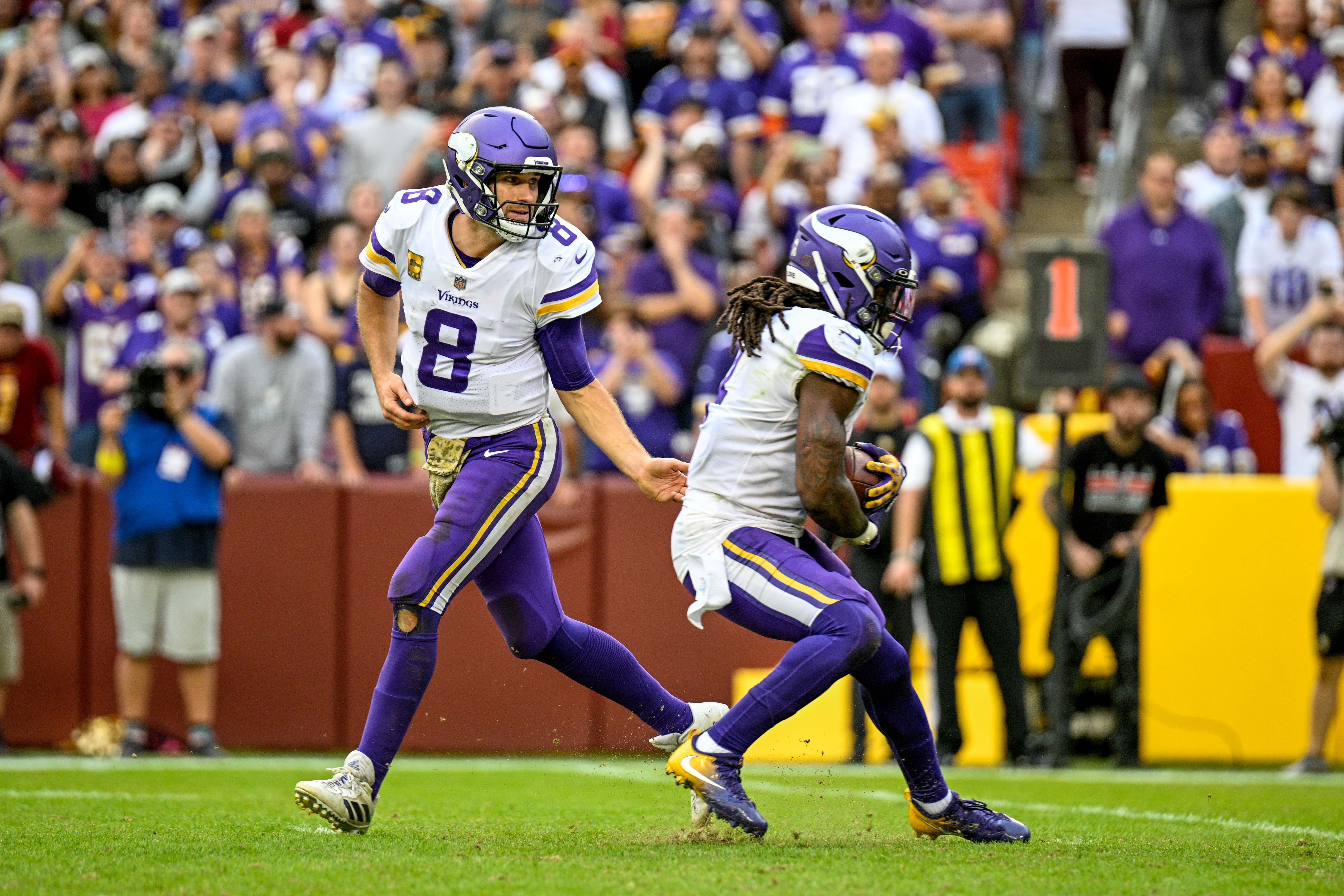
Cousins passant le ballon à Dalvin Cook en 2022.

Le 13 mars 2022, Cousins signe une extension de contrat d'un an entièrement garanti pour un montant de 30 millions de dollars avec les Vikings.
Cousins termine la saison 2022 avec un total de 4 547 yards, 29 touchdowns et 14 interceptions avec également deux touchdowns inscrits à la course.
Il a été titulaire lors des 17 matchs de la saison régulière , affichant un bilan de 13 victoires pour 4 défaites et remportant le titre de champions de la division NFC North. Qualifiés pour la série éliminatoire, les Vikings rencontrent en tour de wild card les Giants le 15 janvier 2023. Jouant à domicile, Cousins effectue une prestation solide réussissant 31 des 39 passes tentées, gagnant 273 yards et inscrivant deux touchdowns à la passe (via K. J. Osborn (en) et Irv Smith Jr. (en)) malgré une interception, ainsi qu'un touchdown supplémentaire à la course. Malgré ses efforts, la défense des Vikings est contrecarrée par l'attaque des Giants emmenée par le quarterback Daniel Jones lequel gagne plus de 300 yards et inscrits deux touchdowns à la passe avec 78 yards supplémentaires gagnés à la course ce qi permet à son équipe de gagner le match 31 à 24.

##### 2023
Lors du match d'ouverture de la saison perdu 17 à 20 contre les Buccaneers, Cousins réussit 33 passes sur 44 tentées pour un gain de 344 yards, et inscrit deux touchdowns en trouvant Jordan Addison (en) malgré une interception,. En deuxième semaine contre les Eagles à l'occasion du Thursday Night Football (défaite 28 à 34), Cousins gagne 364 yards et inscrit quatre touchdowns à la passe, dont deux via T. J. Hockenson. Contre les Chargers en troisième semaine, Cousins réussit 32 passes sur 50 tentées pour 367 yards, trois touchdowns mais une interception tardive dans la zone d'en-but scelle la défaite des Vikings 24 à 28,.
La semaine suivante contre les Panthers, Cousins se fait intercepter à deux reprises dont une retournée en touchdown sur 99 yards, mais inscrit deux touchdown en trouvant à la passe Justin Jefferson ce qui donne la victoire aux Vikings 21 à 13. En cinquième semaine contre les champions en titre du Super Bowl, les Chiefs de Kansas City, Cousins réussit 29 passes sur 47 pour 284 yards et deux touchdowns malgré la défaite 20 à 27. Au cours de la 6e semaine, Cousins réussit 21 passes sur 31 tentées pour 181 yards et un touchdown de 10 yards via Jordan Addison, battant les Bears 19 à 13. La semaine suivante contre les 49ers lors du Monday Night Football, Cousins ne subit aucun sack et réussit 35/45 passes pour 378 yards, deux touchdowns et une interception pour une victoire 22 à 17,.
Lors du match du 29 octobre 2023 contre les Packers en 8e semaine, Cousins inscrit deux touchdowns à la passe avant de subir au cours du 4e quart temps une déchirure du tendon d'Achille,. Placé sur la liste des blessés le 31 octobre 2023, cette blessure met fin à sa saison.

#### Falcons d'Atlanta
Le 13 mars 2024 Cousins signe un contrat de quatre ans pour un montant de 180 millions de dolars avec les Falcons d'Atlanta. Un jour après que sa signature soit devenue officielle, la ligue a décidé de lancer une enquête à la suite de rapports indiquant que les Falcons auraient pu effectuer des négociations avec Cousins dans le but de le transférer alors qu'il était toujours sous contrat avec les Vikings sans que l'autorisation de cette franchise et sans qu'elle en ait été informé (infraction dite de tampering).

## Statistiques

### Université
| Année  | Équipe         | MJ     |         | Passes   | Passes | Passes | Passes | Passes | Passes | Passes  |       | Courses | Courses | Courses | Courses |
| Année  | Équipe         | MJ     | Tentées | Réussies | Pct.   | Yards  | TD     | Int.   | Éval.  | Tentées | Yards | Moy.    | TD      |         |         |
| 2008   | Michigan State | 05     | 043     | 032      | 74,4   | 0 310  | 02     | 01     | 145,7  | 03      | - 12  | -4,0    | 0       |         |         |
| 2009   | Michigan State | 13     | 328     | 198      | 60,4   | 2 680  | 19     | 09     | 142,6  | 31      | 060   | 1,9     | 0       |         |         |
| 2010   | Michigan State | 13     | 338     | 226      | 66,9   | 2 825  | 20     | 10     | 150,7  | 40      | -136  | -3,4    | 1       |         |         |
| 2011   | Michigan State | 14     | 419     | 267      | 63,7   | 3 316  | 25     | 10     | 145,1  | 37      | - 39  | -1,1    | 0       |         |         |
| Totaux | Totaux         | Totaux | 1 128   | 723      | 64,1   | 9 131  | 66     | 30     | 146,1  | 111     | -127  | -1,1    | 1       |         |         |

### NFL
| Année      | Équipe                 | MJ  |                | Passes         | Passes         | Passes         | Passes         | Passes         | Passes         | Passes         |                | Courses        | Courses        | Courses | Courses |     | Sacks  | Sacks |  | Fumbles | Fumbles |
| Année      | Équipe                 | MJ  | Tentées        | Réussies       | Pct.           | Yards          | TD             | Int.           | Éval.          | Tentées        | Yards          | Moy.           | TD             | Nb.     | Yards   | Nb. | Perdus |       |  |         |         |
| 2012       | Redskins de Washington | 03  | 048            | 033            | 68,8           | 0 466          | 04             | 03             | 101,6          | 03             | 022            | 7,3            | 0              | 03      | 027     | 01  | 0      |       |  |         |         |
| 2013       | Redskins de Washington | 05  | 155            | 081            | 52,3           | 0 854          | 04             | 07             | 058,4          | 04             | 014            | 3,5            | 0              | 05      | 032     | 03  | 2      |       |  |         |         |
| 2014       | Redskins de Washington | 06  | 204            | 126            | 61,8           | 1 710          | 10             | 09             | 086,4          | 07             | 020            | 2,9            | 0              | 08      | 070     | 02  | 2      |       |  |         |         |
| 2015       | Redskins de Washington | 16  | 543            | 379            | 69,8           | 4 166          | 29             | 11             | 101,6          | 26             | 048            | 1,8            | 5              | 26      | 186     | 09  | 3      |       |  |         |         |
| 2016       | Redskins de Washington | 16  | 606            | 406            | 67,0           | 4 917          | 25             | 12             | 097,2          | 34             | 096            | 2,8            | 4              | 23      | 190     | 09  | 3      |       |  |         |         |
| 2017       | Redskins de Washington | 16  | 540            | 347            | 64,3           | 4 093          | 27             | 13             | 093,9          | 49             | 179            | 3,7            | 4              | 41      | 342     | 13  | 5      |       |  |         |         |
| 2018       | Vikings du Minnesota   | 16  | 606            | 425            | 70,1           | 4 298          | 30             | 10             | 099,7          | 44             | 123            | 2,8            | 1              | 40      | 262     | 09  | 7      |       |  |         |         |
| 2019       | Vikings du Minnesota   | 15  | 444            | 307            | 69,1           | 3 603          | 26             | 06             | 107,4          | 31             | 063            | 2,0            | 1              | 28      | 206     | 10  | 3      |       |  |         |         |
| 2020       | Vikings du Minnesota   | 16  | 516            | 349            | 67,6           | 4 265          | 35             | 13             | 105,0          | 32             | 156            | 4,9            | 1              | 39      | 256     | 09  | 5      |       |  |         |         |
| 2021       | Vikings du Minnesota   | 16  | 561            | 372            | 66,3           | 4 221          | 33             | 07             | 103,1          | 29             | 115            | 4,0            | 1              | 28      | 197     | 12  | 2      |       |  |         |         |
| 2022       | Vikings du Minnesota   | 17  | 643            | 424            | 65,9           | 4 547          | 29             | 14             | 092,5          | 31             | 097            | 3,1            | 2              | 46      | 329     | 07  | 3      |       |  |         |         |
| 2023       | Vikings du Minnesota   | 08  | 311            | 216            | 69,5           | 2 331          | 18             | 05             | 103,8          | 14             | 025            | 1,8            | 0              | 17      | 110     | 07  | 4      |       |  |         |         |
| 2024       | Falcons d'Atlanta      | ?   | Saison à venir | Saison à venir | Saison à venir | Saison à venir | Saison à venir | Saison à venir | Saison à venir | Saison à venir | Saison à venir | Saison à venir | Saison à venir | ?       | ?       | ?   | ?      |       |  |         |         |
| Totaux NFL | Totaux NFL             | 150 | 5 177          | 3 465          | 66,9           | 39 471         | 270            | 110            | 98,2           | 304            | 958            | 3,2            | 19             | 304     | 2 207   | 91  | 39     |       |  |         |         |

| Année      | Équipe                 | MJ |         | Passes   | Passes | Passes | Passes | Passes | Passes | Passes  |       | Courses | Courses | Courses | Courses |     | Sacks  | Sacks |  | Fumbles | Fumbles |
| Année      | Équipe                 | MJ | Tentées | Réussies | Pct.   | Yards  | TD     | Int.   | Éval.  | Tentées | Yards | Moy.    | TD      | Nb.     | Yards   | Nb. | Perdus |       |  |         |         |
| 2012       | Redskins de Washington | 1  | 10      | 03       | 30,0   | 031    | 0      | 0      | 040,0  | 1       | 0     | 0,0     | 0       | 0       | 0       | 1   | 0      |       |  |         |         |
| 2015       | Redskins de Washington | 1  | 46      | 29       | 63,0   | 329    | 1      | 0      | 091,7  | 2       | 2     | 1,0     | 1       | 6       | 59      | 3   | 1      |       |  |         |         |
| 2019       | Vikings du Minnesota   | 2  | 60      | 40       | 66,7   | 414    | 2      | 1      | 096,0  | 2       | -1    | -0,5    | 0       | 8       | 56      | 1   | 0      |       |  |         |         |
| 2022       | Vikings du Minnesota   | 2  | 39      | 31       | 79,5   | 273    | 2      | 0      | 112,9  | 1       | 1     | 1,0     | 1       | 0       | 0       | 0   | 0      |       |  |         |         |
| Totaux NFL | Totaux NFL             | 5  | 155     | 103      | 66,5   | 1 047  | 5      | 1      | 93,7   | 6       | 2     | 0,3     | 1       | 14      | 115     | 5   | 1      |       |  |         |         |

## Records

### En NFL
- Plus grand nombre de drives gagnants lors d'un match : 8 (à égalité avec Matthew Stafford)[91] ;
- Plus grand nombre de remontées au score gagnantes effectuées lors du 4e quart temps sur une même saison : 8 (à égalité avec Matthew Stafford)[92] ;
- Plus grande remontée au score (en) de l'histoire de la NFL (déficit de 33 points)[93] ;

### Franchise des Vikings du Minnesota
- Plus grand nombre de passes réussies lors d'une saison régulière : 425[94] ;
- Plus grand nombre de matchs consécutifs avec au moins un touchdown inscrit à la passe : 39[95] ;
- Plus grand nombre de passes tentées consécutives sans interception : 224[96] ;
- Plus grand nombre de passes réussies en début de match : 17[97].

### Franchise des Commanders de Washington
- Plus grand nombre de matchs à plus de 300 yards gagnés à la passe sur une même saison : 7 (2015, 2016)[98] ;
- Plus grand nombre de matchs à plus de 300 yards gagné à la passe sur la carrière : 23[99] ;
- Plus grand nombre de passes réussies en une saison régulière : 406[100]
- Plus grand nombre de passes tentées en une saison régulière : 606[100]
- Plus grand nombre de passes consécutives sans interception à domicile : 232[101] ;
- Plus grand nombre de matchs à plus de 400 yards gagnés à la passe en carrière : 3[102] ;
- Plus grand nombre de saisons à plus de 4 000 yards gagnés à la passe : 3[100] ;
- Plus grand nombre de saisons consécutives à plus de 4 000 yards gagnés à la passe 3[103] ;
- Plus grand nombre de yards gagnés à la passe sur une saison : 4 917[100]

## Identité visuelle

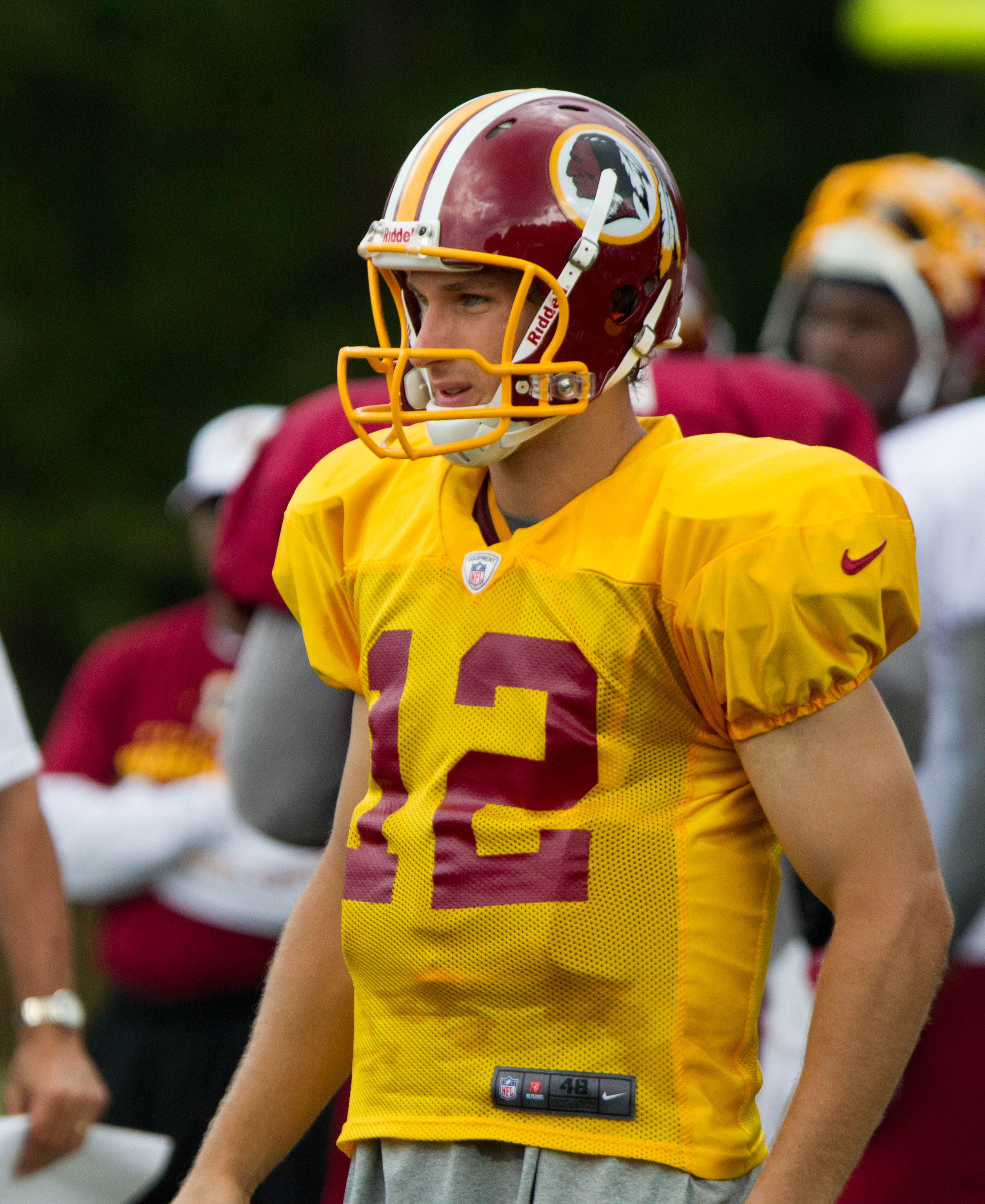
Le rookie Kirk Cousins avec les Redskins lors du camp d'entraînement du 31 juillet 2012.
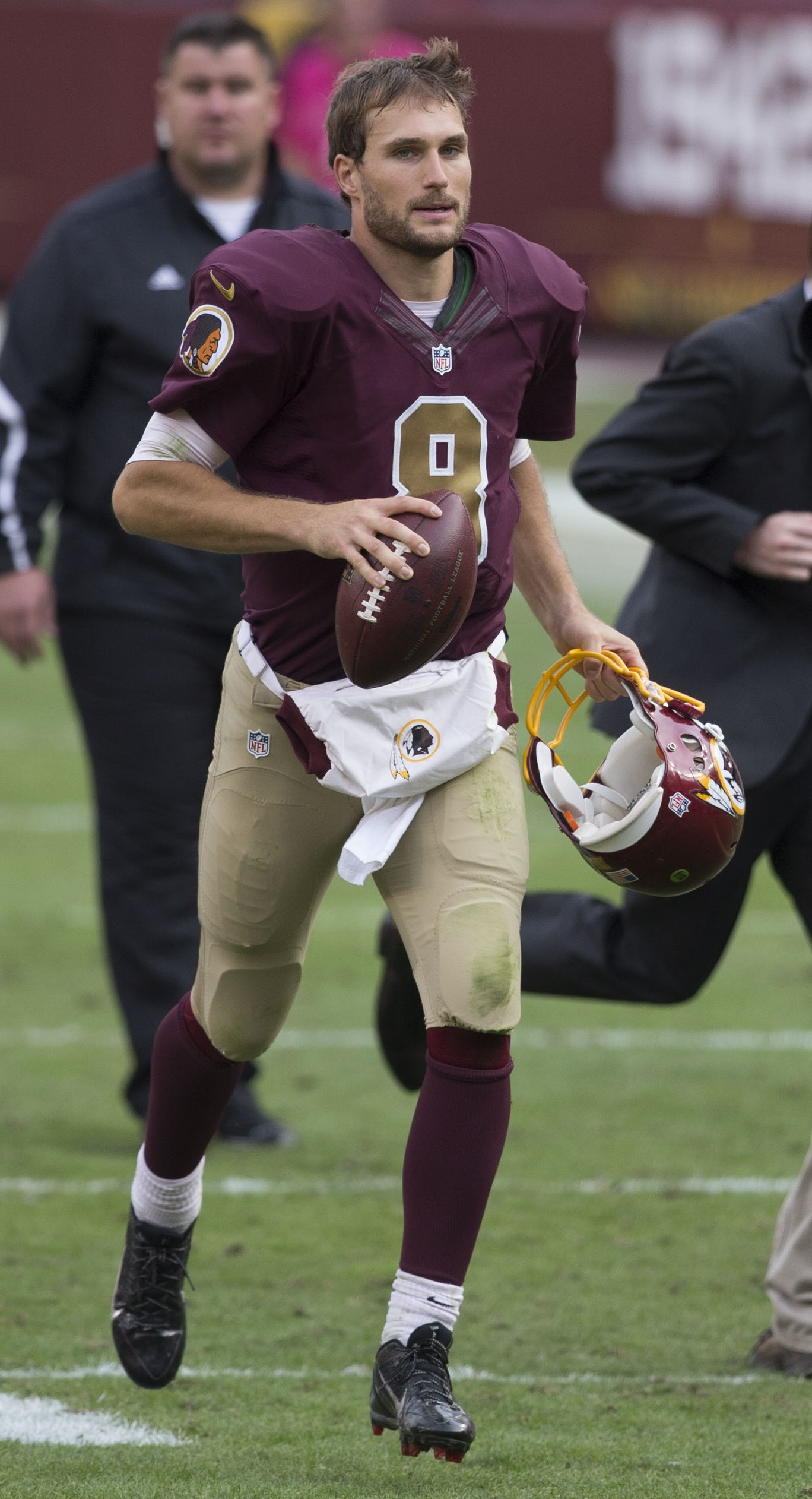
Avec un uniforme rétro, lors de la victoire contre les Buccaneers le 25 octobre 2015.
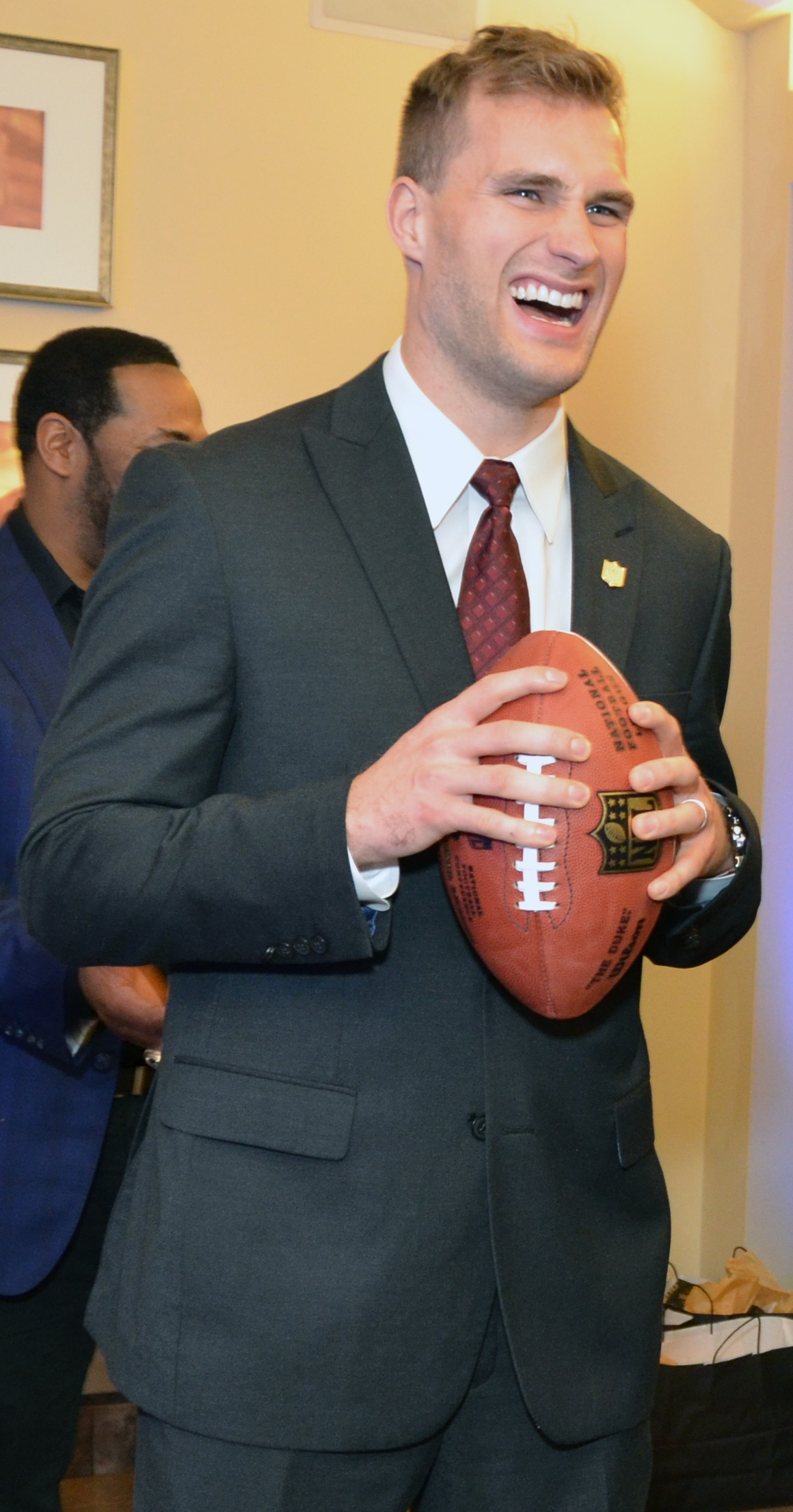
En 2016.
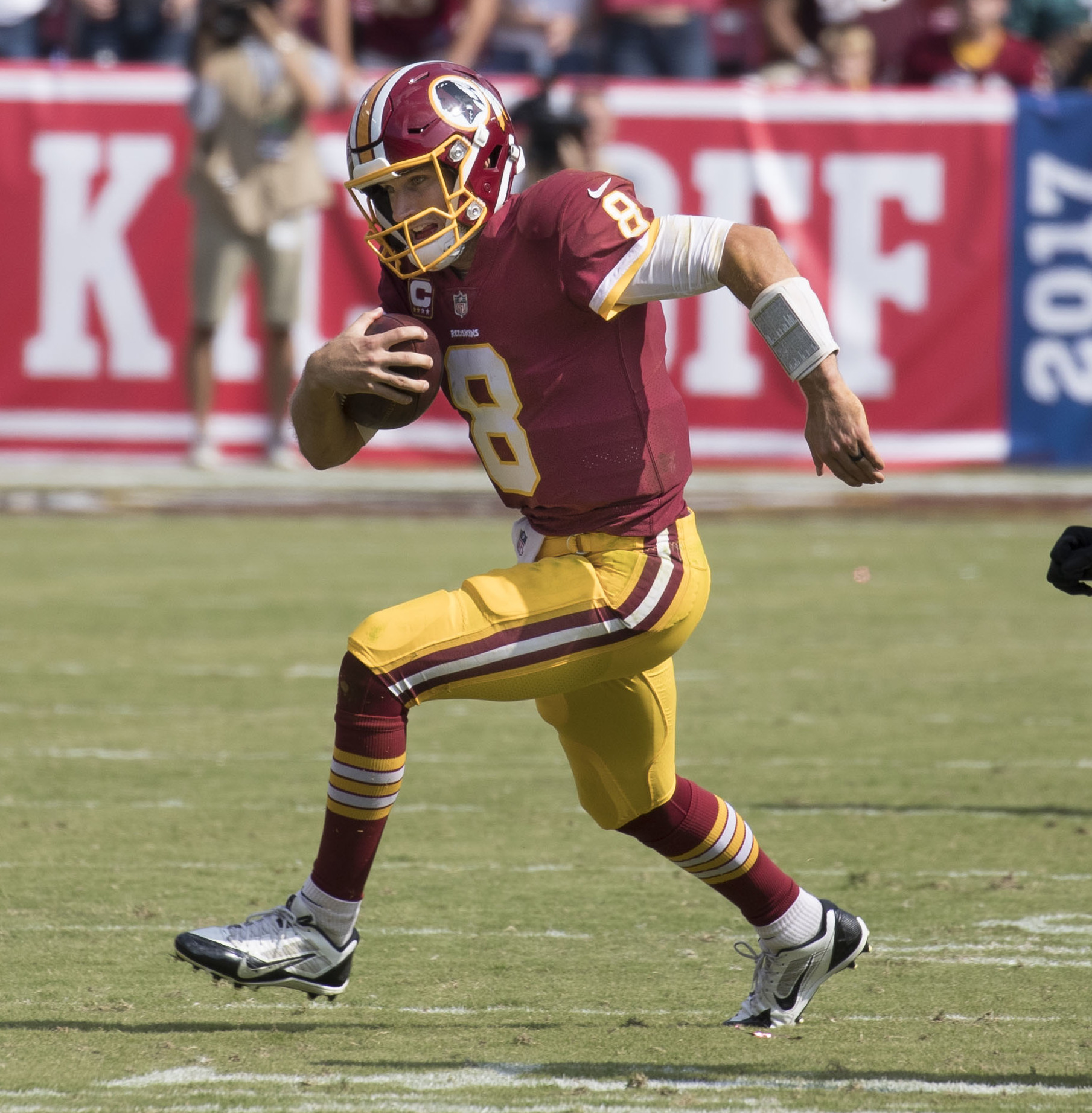
Une course contre les Eagles le 10 septembre 2017.
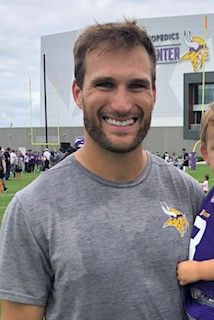
Après l'entraînement le 11 août 2019.
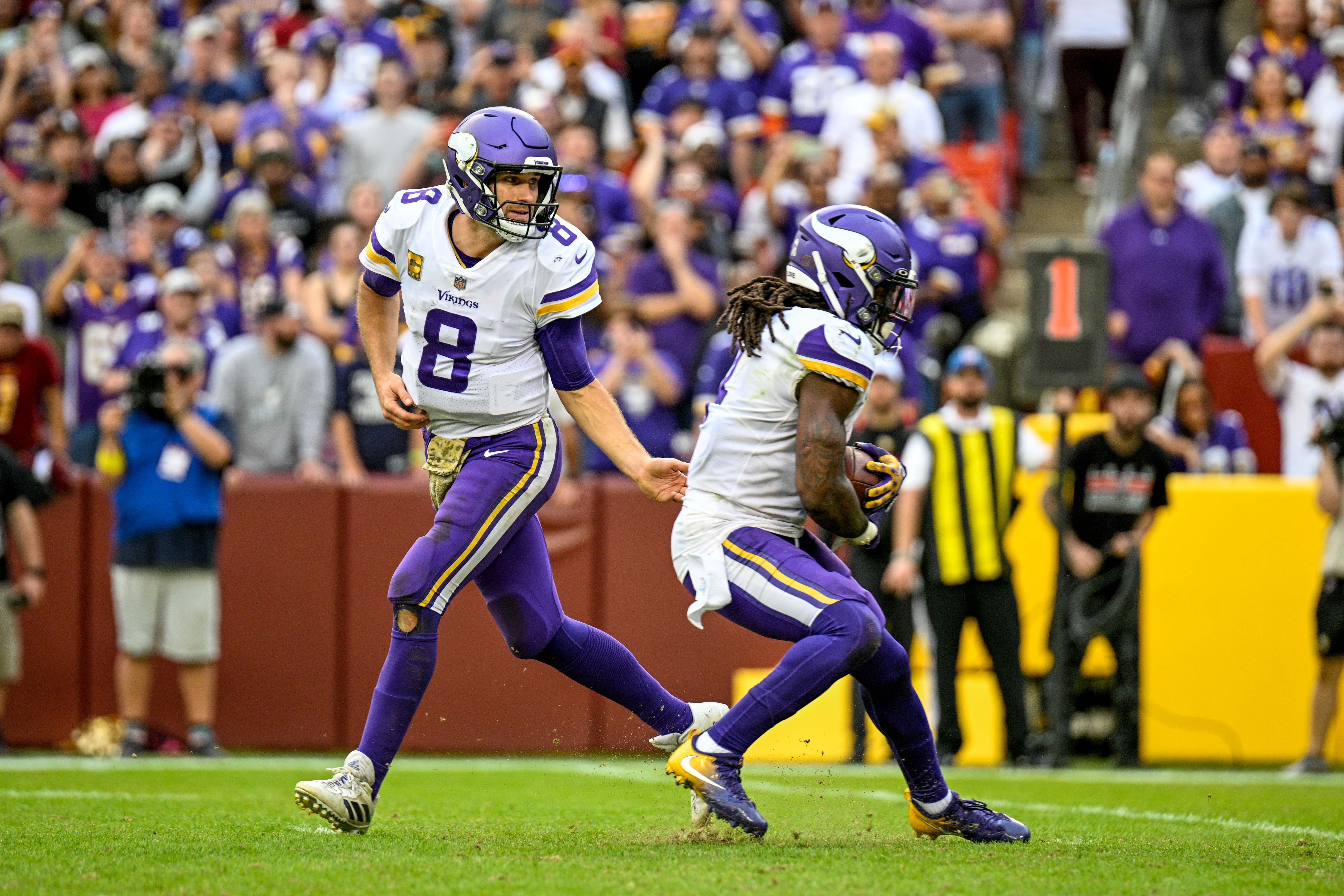
Passe au running back Dalvin Cook 16 novembre 2022.

## Vie privée
Pendant la saison 2022, Cousins a été enregistré sur et en dehors du terrain  pour la série documentaire Quarterback (en) réalisée par Netflix et NFL Films et dont la diffusion a commencé le 12 juillet 2023 sur Netflix,.